# مخوره

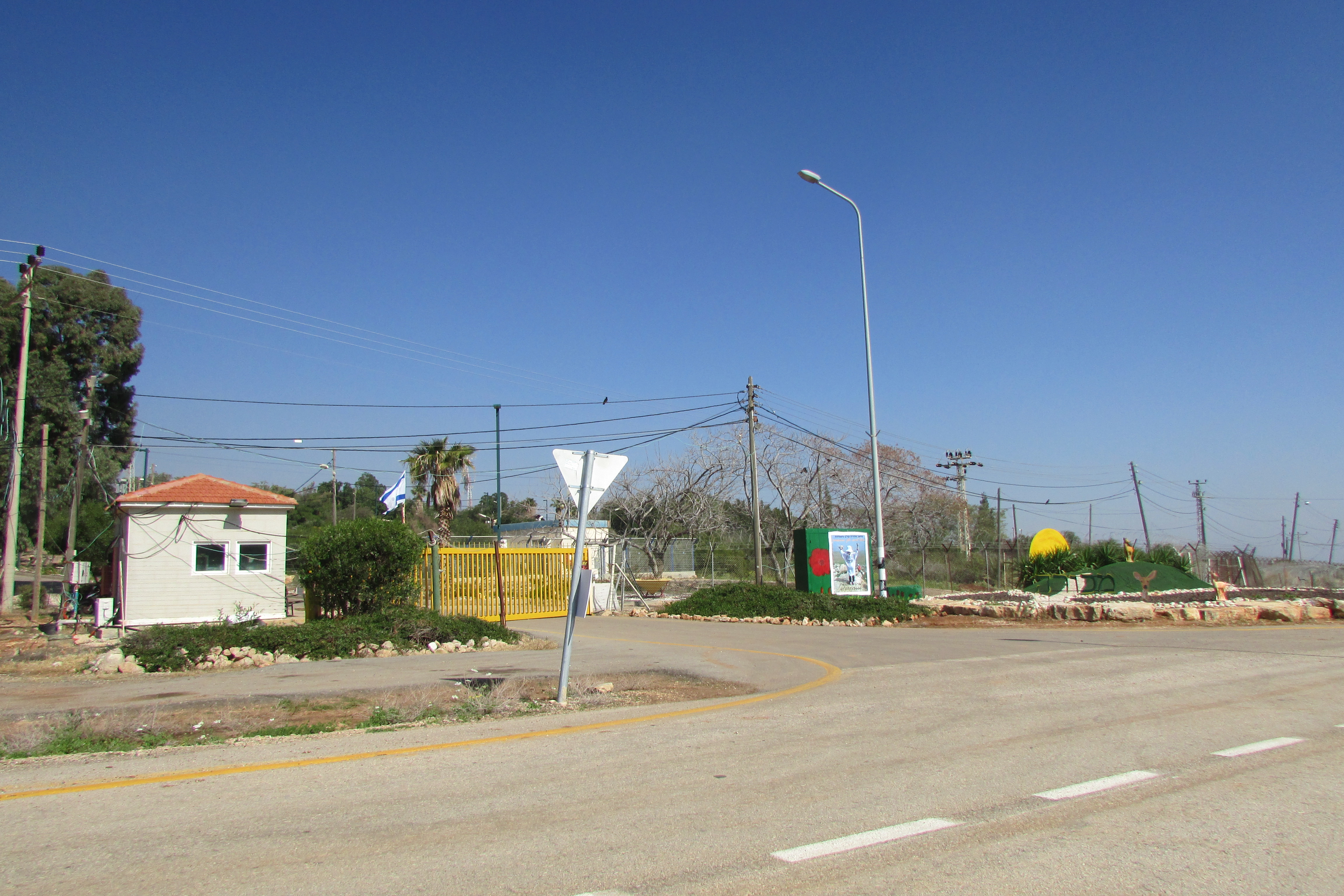
نمایی از شهر مخوره

مخوره (به لاتین: Mekhora) یک شهرک یهودی‌نشین و موشاو است که در کرانه باختری رود اردن واقع شده‌است.